# Música de Brinquedo
Música de Brinquedo é o nono álbum de estúdio da banda brasileira de rock alternativo Pato Fu. Foi lançado em 2010, pelo selo independente da banda, a Rotomusic Records. Vendeu mais de 40 mil cópias, chegando a Disco de Ouro em 2011, fazendo do Pato Fu a primeira banda independente a alcançar o feito.

## Gravação
Tem sonoridade diferente dos álbuns anteriores da banda. Música de Brinquedo é o primeiro álbum de covers do Pato Fu e foi gravado em miniaturas de instrumentos e instrumentos de brinquedo como cornetas de plástico, xilofones, cavaquinhos, flauta doce, kazoo e glockenspiel. Tais 'brinquedos' foram utilizados para dar uma sonoridade infantil ao álbum. O guitarrista e produtor John Ulhoa explicou o motivo da escolha:
...de fato temos um tanto de material que poderia ser justamente o ponto de partida para um novo álbum de inéditas (não, não estamos em crise criativa, antes que alguém pergunte…). Mas esses arranjos de brinquedo teriam um efeito muito mais potente se aplicados a canções conhecidas.
A filha de Fernanda Takai e John Ulhoa, Nina Takai, empresta sua voz em algumas faixas do álbum.

## Recepção
| Críticas profissionais | Críticas profissionais |
| Avaliações da crítica  | Avaliações da crítica  |
| Fonte                  | Avaliação              |
| ---------------------- | ---------------------- |
| Rolling Stone Brasil   | 3 de 5 estrelas.       |

A revista Billboard Brasil fez uma crítica positiva ao álbum ressaltando que o Pato Fu conseguiu "por mais dez anos o título de banda mais fofa do Brasil" e a revista Rolling Stone Brasil deu 3 estrelas (num total de 5) classificando o trabalho como "ousado e experimental"  e destacando que "a perfeição técnica impressiona". A publicação considerou o disco como o 5ª melhor álbum nacional de 2010. O disco também ganhou um Grammy Latino de melhor álbum infantil.

## Faixas
| N.º            | Título                                          | Compositor(es)                                                          | Duração |  |
| 1.             | "Primavera (Vai Chuva) (cover de Tim Maia)"     | Cassiano, Sílvio Rochael                                                | 02:14   |  |
| 2.             | "Sonífera Ilha (cover da banda Titãs)"          | Branco Mello, Marcelo Fromer, Tony Bellotto, Ciro Pessoa, Carlos Barmak | 02:53   |  |
| 3.             | "Rock and Roll Lullaby (cover de B. J. Thomas)" | Cynthia Weil, Barry Mann                                                | 04:19   |  |
| 4.             | "Frevo Mulher (cover de Zé Ramalho)"            | Zé Ramalho                                                              | 04:04   |  |
| 5.             | "Ovelha Negra (cover de Rita Lee)"              | Rita Lee                                                                | 05:17   |  |
| 6.             | "Todos Estão Surdos (cover de Roberto Carlos)"  | Roberto Carlos, Erasmo Carlos                                           | 03:39   |  |
| 7.             | "Live and Let Die (cover da banda Wings)"       | Paul McCartney, Linda McCartney                                         | 03:04   |  |
| 8.             | "Pelo Interfone (cover de Ritchie)"             | Ritchie, Bernardo Vilhena                                               | 03:29   |  |
| 9.             | "Twiggy Twiggy (cover do Pizzicato Five)"       | Lalo Schifrin, Hal David, Burt Bacharach, Morton Stevens, Nanako Sato   | 04:05   |  |
| 10.            | "My Girl (cover da banda The Temptations)"      | Smokey Robinson, Ronald White                                           | 02:50   |  |
| 11.            | "Ska (cover da banda os Paralamas do Sucesso)"  | Herbert Vianna                                                          | 02:28   |  |
| 12.            | "Love Me Tender (cover de Elvis Presley)"       | Elvis Presley, Vera Matson                                              | 03:17   |  |
| Duração total: | Duração total:                                  | Duração total:                                                          | 41:39   |  |

## Vendagens e Certificações
| Ano  | Órgão Certificador | Certificação | Vendagem | Ref.  |
| ---- | ------------------ | ------------ | -------- | ----- |
| 2011 | ABPD               | ouro         | 40.000 + | [ 1 ] |

## Prêmios e Indicações
| Ano  | Prêmio        | Categoria                       | Resultado | Ref.  |
| ---- | ------------- | ------------------------------- | --------- | ----- |
| 2011 | Grammy Latino | Melhor Álbum de Musica Infantil | Venceu    | [ 3 ] |